# Pilisszántói-kőfülke
A Pilisszántói-kőfülke Magyarország fokozottan védett barlangjai közül az egyik. A Duna–Ipoly Nemzeti Parkban lévő Pilis hegységben található. Régészeti és őslénytani leletek kerültek elő belőle. Turista útikalauzokban is ismertetve van.

## Leírás
A Pilis-tetőn, a hegy lábánál lévő sziklás DK-i letörésben, Pilisszántó külterületén, a település központjától ÉNy-ra, az Orosdy-kastély felett, fokozottan védett területen elhelyezkedő sziklafalban található a vízszintes tengelyirányú és nagy bejárata. A turistatérképek jelzik helyét nevének feltüntetésével és barlangjellel. Előterétől gyönyörű a kilátás a Piliscsabai-medencére és a Hosszú-hegy, Kevélyek vonulatára. Az inaktív forrásbarlang triász dachsteini mészkőben alakult ki. Egy nagyméretű teremből áll, ahol a régészeti és az őslénytani ásatások folytak. Engedély nélkül és barlangjáró felszerelés nélkül megtekinthető.
Magyarországon rozsomákcsont a Pilisszántói-kőfülkén kívül eddig csak 7 barlangból került elő: a Király-kúti-zsombolyból, a Lengyel-barlangból, a Pes-kő-barlangból, a Puskaporosi-kőfülkéből, a Remete-barlangból, a Remete-hegyi-kőfülkéből és a Suba-lyukból.
1939-ben volt először Pilisszántói-kőfülke néven említve a barlang az irodalmában. Előfordul a barlang az irodalmában I. sz. kőfülke (Torma 1986), Kőfülke (Ferencz 1953), Orosdi-kőfülke (Mayerfelsi Maier 1926), Orosdi kőfülke (Kadić 1913), Orosdy-barlang, Orosdy-kőfülke (Kadić 1915), Orosdy kőfülke (Bertalan 1976), Orozdy-kőfülke (Lambrecht 1964), Pilisszántói I. kőfülke (Gábori 1977), Pilisszántói 1. sz. kőfülke (Ringer 1989), Pilisszántói kis kőfülke (Láng 1953), Pilisszántói kőfülke (Hillebrand 1915), Szántói-kőfülke (Szablyár 2003) és Szántói kőfülke (Barcza, Thirring 1920) neveken is.

## Kutatástörténet

### 1913–1948
Az 1913. évi Barlangkutatásban az van írva, hogy Bekey Imre Gábor javaslatára és Lenhossék Mihály kívánságára 1912. október 24-én Kadić Ottokár Pilisszántóra utazott és 3 napig tartó próbaásatást végzett a Pilisszántón található Pilisszántói-kőfülkében (Orosdi kőfülke). Az Orosdi kőfülke Pilisszántó (Pest-Pilis-Solt-Kiskun vármegye) határában, a Pilis hegy DK-i orma alatt, az Orosdy-kastély felett helyezkedik el. A barlang K-re tekintő nagy bejárata egy 8 m hosszú, 8 m széles és nagyon magas fülkébe vezet. A fülke elülső részének közepén 6 m hosszú, 2 m széles és helyenként 2 m mély próbagödröt ásott Kadić Ottokár. Az 1,5 m vastag humusztakaró alatt, melyben recens emlőscsontok és cserépedény-töredékek vannak, sárga agyagréteg húzódik, amely tele van mikrofaunával és Rangifer tarandus csontokkal. Az ásatást azért kellett félbehagyni, mert nem lehetett tovább lefelé ásni a leszakadt nagy sziklatömbök miatt és kibírhatatlan lett az őszi időjárás. A kétnapos kutatás szép eredménye alapján indokolt a kőfülke ásatásának folytatása.
Az 1915. évi Barlangkutatás 1. füzetében az olvasható, hogy a Pilisszántón lévő Pilisszántói-kőfülkében (Orosdy-kőfülke) először, 1912-ben Kadić Ottokár, 1914 tavaszán pedig Kormos Tivadar végzett próbaásatást. Kormos Tivadar a két próbaásatás biztató eredménye alapján, 1914 októberében, 8 napig ásatott a kőfülkében. A kőfülke fosszilis csontokban és a magdaléni ősember kultúrájának nyomaiban gazdag kitöltése néhány helyen 3 m vastag, emiatt még kb. 2 hét kell a barlang teljes felásásához. Kormos Tivadar beszámolt a kutatás eddigi eredményeiről a Magyarhoni Földtani Társulat Barlangkutató Szakosztály 1915. évi évzáró gyűlésén. A Magyar Nemzeti Múzeum régiségtárának adományából fedezte a szakosztály az ásatás 100 korona költségét.
Az 1915. évi Barlangkutatás 2. füzetében szó van arról, hogy Kormos Tivadar a Magyarhoni Földtani Társulat Barlangkutató Szakosztály 1915. január 21-én tartott évzáró gyűlésén megtartotta Rénszarvas-vadászok újabb nyomai a Pilis hegységben című előadását. Az 1915. évi Barlangkutatásban lévő, A bajóti Jankovich-barlangban 1914. és 1915. években végzett kutatások eredményei című publikációban, melyet Hillebrand Jenő írt, meg van említve, hogy a Nyugat-Európában lévő magdalénien lelőhelyekre jellemző kő- és csontipar-típusok már Magyarország több pontjáról előkerültek. Kormos Tivadar nemrég megtalálta (a Pilisszántói-kőfülkében) az addig hiányzó csontszigonytípust.

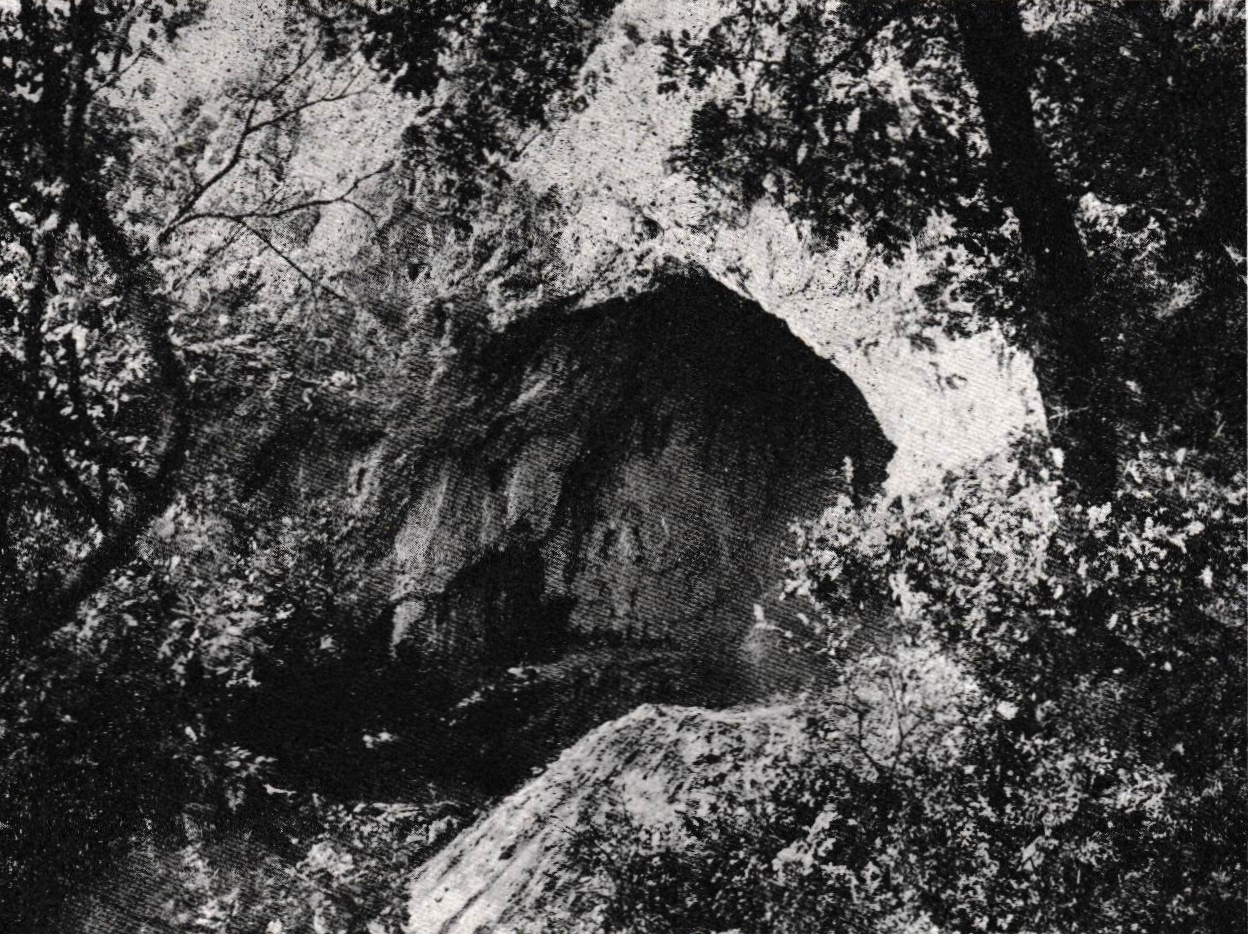
A Pilisszántói-kőfülke bejárata régen

Az 1920-ban megjelent, Budapest Duna-jobbparti környéke című könyv szerint a területen ősemberi, ősállati maradványokat a Pilisszántói kőfülke, a Remete-hegyi-kőfülke, a Kis-kevélyi-barlang és a Jankovich-barlang szolgáltatott. A Pilis hegy hatalmas, DK-i sziklabordájának ÉK-i (Orosdy-kastély felé tekintő) oldalában szép sziklaalakzatok (ritkán látogatott mászóiskola) között, 423 m tszf. magasságban helyezkedik el az ÉK felé tekintő, hatalmas bejáratú Szántói kőfülke. A barlangbejáraton keresztül 9 m mély, felfelé zárt kürtővel végződő üregbe lehet jutni. Ebben a kőfülkében Kormos Tivadar 1914–1915-ben nagyon eredményes ásatást végzett. A barlang diluviális lerakódásaiban rengeteg apró csonttöredék volt, pl. 36 000 db madár- és 8000 emlőscsont, melyek leginkább apró állatoktól származtak. Az apró állatokat a kőfülkébe ragadozó madarak (baglyok) vitték. A barlangban rengeteg rénszarvas maradványa volt. Az ősember vadászott a rénszarvasra. Hogy tényleg megfordult itt az ősember, azt 41 paleolit, kőszerszám és csonteszköz bizonyítja. Rendkívül nagy a kőfülke tudományos értéke, mert a kitöltésben talált ősrégészeti és őslénytani anyag vizsgálatának eredménye a Pilis hegység posztglaciális viszonyairól tiszta képet szolgáltatott.
Az 1920. évi Barlangkutatásban kiadott könyvismertetésben, amely a Budapest Duna-jobbparti környéke című könyvről szól, meg van említve, hogy a könyvben le van írva a Pilisszántói kőfülke. Az 1924-ben megjelent, Budapest Duna-jobbparti környéke című kiadványban meg van ismételve az 1920-ban publikált könyv Pilisszántói-kőfülkét bemutató része. Az 1924. évi kiadás szerint azonban a területen ősemberi, ősállati maradványokat a Pilisszántói-kőfülke, a Remete-hegyi-kőfülke és a Kis-kevélyi-barlang szolgáltatott. Az Országos Magyar Régészeti Társulat 1923–1926. évi évkönyvében szó van arról, hogy a Pilisszántói-kőfülkéből előkerült rézpenge hasonló a pattintott kovapengéhez. A kiadvány 14. ábráján megfigyelhető a barlang rézpengéjének fényképe.

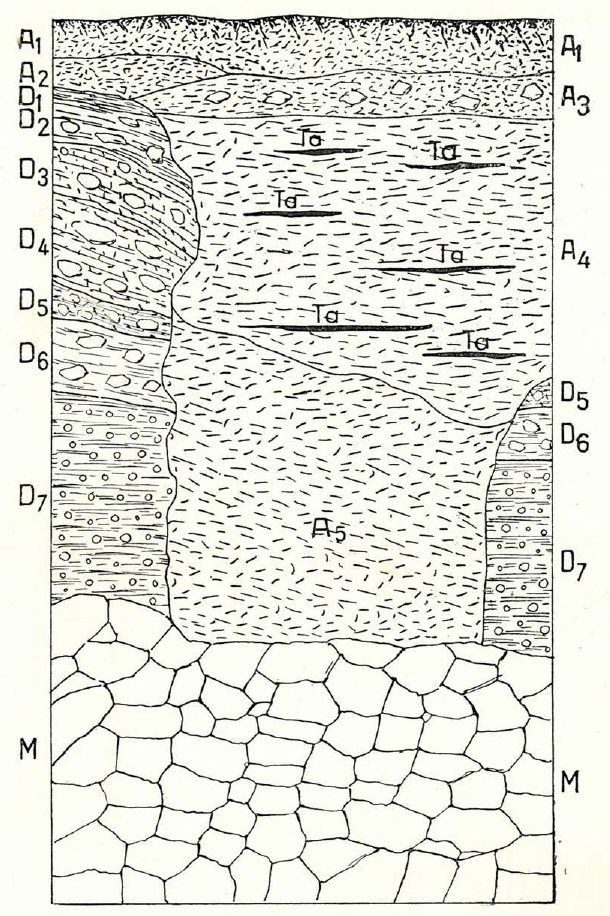
Pilisszántói-kőfülke, a barlangkitöltés második keresztszelvénye (Kormos Tivadar, 1915)

A Turisták Lapja 1931. évi évfolyamában napvilágot látott, Bekey Imre Gábor által írt tanulmány szerint Kormos Tivadar ásatásának eredménye szenzációs volt. Rengeteg rágcsálócsont és madárcsont került elő, valamint addig ismeretlen, új fajok keltették fel a tudósok figyelmét. 1932-ben kiadott könyvében Dudich Endre a Pilis hegység és a Visegrádi-hegység barlangjairól szóló részben részletesen ismertette a Pilisszántói-kőfülkét négy irodalmi mű alapján. Azt írta, hogy Pilisszántóhoz közel, a Pilis hegy délkeleti lábánál található a viszonylag kicsi, de nagyon fontos, tudományos lelőhely. A rétegekből magdaléni kőeszközök és nagyon gazdag, posztglaciális állatvilág látott napvilágot, amelyek feldolgozásából a magyarországi szakirodalom egyik legszebb barlangőslénytani monográfiája született. Az 1932-ben napvilágot látott, Természetvédelem és a természeti emlékek című könyvben meg vannak ismételve a könyv 1931. évi kiadásának Pilisszántói-kőfülkét tárgyaló részei.
Az 1935. évi Erdészeti Lapokban az van írva, hogy Pilisszántó határában, a Pilis hegy DK-i lábánál, Orosdy báró erdejében, 423 m tszf. magasságban helyezkedik el a Pilisszántói-kőfülke. A barlang csarnoka kb. 9 m hosszú és 6–9 m széles. A barlangban először Kadić Ottokár végzett próbaásatásokat, amelyek 20 évvel ezelőtt történtek. Kadić Ottokár megállapította, hogy érdemes tovább kutatni a barlangot. Ennek alapján Kormos Tivadar folytatta az ásatásokat és nagyon értékes tudományos anyagot tárt fel. A kőfülke pleisztocén rétegeiben talált 41 kő- és csonteszközt, 8000 különböző csontmaradványt és 36 000 madárcsontot, amely utóbbiakat Lambrecht Kálmán határozta meg. Az 1935-ben megjelent, Tompa Ferenc által írt kiadványban közölve lett, hogy az őskőkor végét jelentő magdalénien kultúra nyomaira az utóbbi években nemcsak a Pilisszántói-kőfülkében, a Jankovich-barlangban és a Kis-kevélyi-barlangban, hanem Ságvár löszrétegeiben is rábukkantak.
Az 1936. évi Természettudományi Közlönyben meg van említve, hogy a Pilisszántói-kőfülke középső magdalénien rétegeiből gyűjtött nagyon kezdetleges, egysoros csontszigony ugyanolyan mint a Szelim-lyuk hasonló rétegeiben talált csontszigony. A későmagdalénient (Pilisszántói-kőfülke felső rétegei) vegyes erdők jellemezték. A Turisták Lapja 1937. évi évfolyamában megjelent, Schőnviszky László által írt publikációban az olvasható, hogy Pilisszántó határában, a Pilis hegy DK-i végén, az Orosdy-kastély felett van az ÉK-re néző hatalmas bejárata. A 9 m hosszú kőfülke egy vakkürtővel végződik. A Pilis hegységben található barlangok közül a Kis-kevélyi-barlang és a Pilisszántói-kőfülke a legnagyobb jelentőségű barlangok őslénytani és ősrégészeti szempontból. A Kormos Tivadar által 1913-tól 1915-ig végzett ásatáskor a magdaléni ősember csonteszközein és kőeszközein kívül nagyon gazdag ősemlősfauna és madárfauna került elő.
Az 1937-ben megjelent, Szeghalmy Gyula által írt könyvben szó van arról, hogy a Pilis hegy csúcsa alatt van a Pilis-csoport bejárásra érdemes egyik része, a diluviális faunában gazdag Szántói kőlyuk. Rengeteg apró állat csontját találták meg a Pilis hegy D-i letörésének oldalában lévő Szántói-kőlyukban. Ezeknek a csontoknak, pontosabban kövületeknek egy része a geológiai harmadkor utolsó szakaszából, másik része pedig a pleisztocénből és a holocénból származik. A pilisszántói kőlyukban a kőkor régi szakaszából, az őskőkorszakból származó magdaléni kultúrájú pattintgatott eszközök voltak. A Szántói kőlyuk a Pilis hegy hatalmas masszívumának Pilisszántó felé tekintő oldalában, az Orosdy-kastélytól balra lévő fekete szemét messziről mutogatja. Csak jelentéktelen pontnak tűnik alulról, de ha felkapaszkodik az ember a 423 m tszf. magasságban nyíló barlanghoz, akkor hatalmas barlangszájjal találja szembe magát.

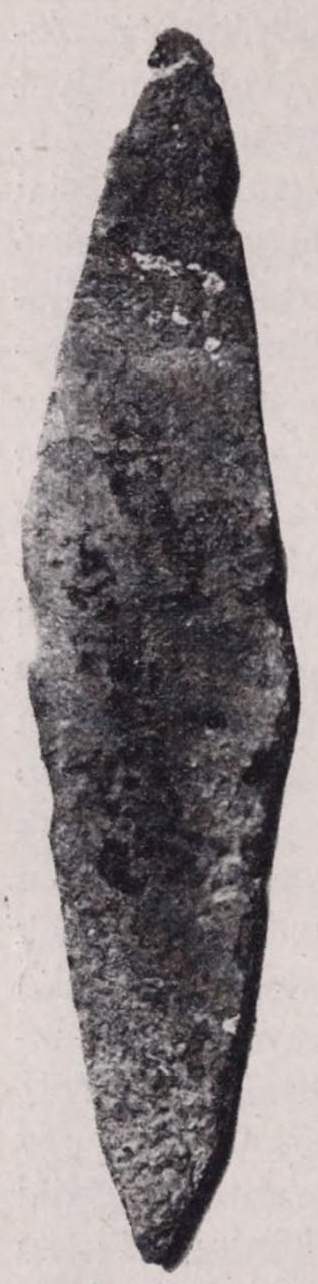
A Pilisszántói-kőfülkében talált, rombusz alakú rézkés

A dachsteini mészkőbe jelenleg csak 8–10 m-re mélyed, de régen sokkal nagyobb lehetett. Napjainkban a barlang nem más, mint a hajdani kaverna belső vége, amelynek hiányzó járatai a Pilis-oldal letörésekor pusztulhattak el. A barlangot Kormos Tivadar és Lambrecht Kálmán paleontológusok 1914–1915-ben vizsgálták át. Ekkor válogattak ki a barlang talaját alkotó agyagból és denevérguanóból 36 ezer madárcsontot és 8 ezer apró emlős csontját. A diluvium posztglaciális korából származnak a csontok. Az a körülmény fokozza a talált tárgyak tudományos értékét, hogy a barlangban rábukkantak a sok felhasogatott rénszarvascsont mellett 41 őskőkorszaki kőeszközre is. Eszerint a barlang az ősembernek már a diluviumban menedékhelye volt. Az őskultúra szempontjából különösen érdekes és értékes lelőhelyek közül az egyik nevezetesebb a diluvium rénszarvasvadászai által lakott, pilisszántói Kőlyuk, amelynek posztglaciális rétegéből a felhasogatott rénszarvascsontok és rengeteg madárcsont mellett, 41 pattintva készített kezdetleges kőeszközt ástak ki a jól tartósító barlangi agyagból.
A kiadvány másik részében meg van említve, hogy a Pilis hegy ÉK-i oldalában, az Orosdy-kastélytól balra, közvetlenül a Szántó és Szentlélek közötti országút felett van a szántói kőfülkének nevezett barlang bejárata. Ez a barlang egyike azoknak a ritka helyeknek, amelyek megőrizték az őskőkorszak ősemberének nyomát és fényt derítettek azokra a misztikus kezdeti időkre, melyekben lakása még a barlang mélye, fegyvere a pattintott durva szakóca, kortársai a kardfogú tigris, barlangi medve, rinocérosz, rénszarvas és mamut voltak. Az 1914–1915. években Kormos Tivadar és Lambrecht Kálmán ősrégészek által végzett ásatások nagyszerű eredményei, nevezetesen a barlang diluviális rétegeiben rendkívül nagy mennyiségben talált madár- és kisebb állatcsontokon kívül felfedezett őskőkorszaki kőszerszámok és csonteszközök azt igazolják, hogy a szántói kőfülke sok ezer évvel ezelőtt, a jégkorszak utáni időkben az ősember tanyája volt.
Az 1939. évi Barlangvilágban megjelent és Kadić Ottokár által írt dolgozat szerint a Bükk hegységben lévő Szeleta-barlanghoz, Balla-barlanghoz, Herman Ottó-barlanghoz, Kecske-lyukhoz, Három-kúti-barlanghoz, Istállós-kői-barlanghoz, Büdös-pesthez és Puskaporosi-kőfülkéhez hasonló jelentőségűek a dunántúli barlangok, pl. a Pilis hegységben található Pilisszántói kőfülke. Az 1939. évi Barlangvilágban publikált, Mottl Mária által írt tanulmányban közölve lett, hogy a Suba-lyuk még déli jellegű javamoustérienjétől a Kis-kevélyi-barlang és a Pilisszántói-kőfülke arktikus magdalénienjéig a magyarországi barlangok összefüggő adatsort nyújtottak. Az 1942. évi Barlangvilágban lévő és Kadić Ottokár által írt jelentésben meg van említve, hogy 1941-ben Kerekes József tanulmányozta a Pilisszántói-kőfülkét. Az 1942-ben kiadott, Budapest története című könyv Tompa Ferenc által írt fejezetében szó van arról, hogy megtalálták a Pilisszántói-kőfülkében a magdalénien tipikus kőpengéit.
A Magyar Állami Földtani Intézet 1943. évi jelentésében szó van arról, hogy a Pilis hegy tömbjének K-i oldalában, az Orosdy-kastély feletti szirteknél helyezkedik el az ásatásairól nevezetes Kőfülke. A Természettudományi Közlöny 1943. évi 230. pótfüzetében az olvasható, hogy a természetvédelemről szóló 1935. IV. tc. alapján az Országos Természetvédelmi Tanács 1939-ben történt létrejötte óta a földművelésügyi miniszternek a vallás- és közoktatásügyi miniszterrel egyetértve hozott határozatai alapján az Országos Természetvédelmi Tanács javaslatára törvényes védelem alá került pl. a Pilisszántói Kőfülke nevű barlang (1942. március 27-től a 85.055/1942. számú FM határozattal).
A Turisták Lapja 1943. évi évfolyamában publikált, Vastagh Gábor által írt levél szerint a budapesti turistákat a Pilis hegység helyei közül leginkább pl. a Pilisszántó határában lévő Pilisszántói-kőfülke és az azt körbevevő sziklacsoport érdekli. Ez a terület azért lett védett, mert itt fészkel egy ritka madárfaj (buhu). Az 1948-ban kiadott, Szegő István által írt útikönyvben az van írva, hogy a Szántói kőfülke az Orosdy-kastély felett lévő sziklaborda felső végén található sziklafalban, kb. 450 m tszf. magasságban nyílik. A barlangnak ÉK-re tekintő, óriási bejárata van. Régen az ősember lakóhelye volt ez a diluviális lerakódásokkal teli barlang.

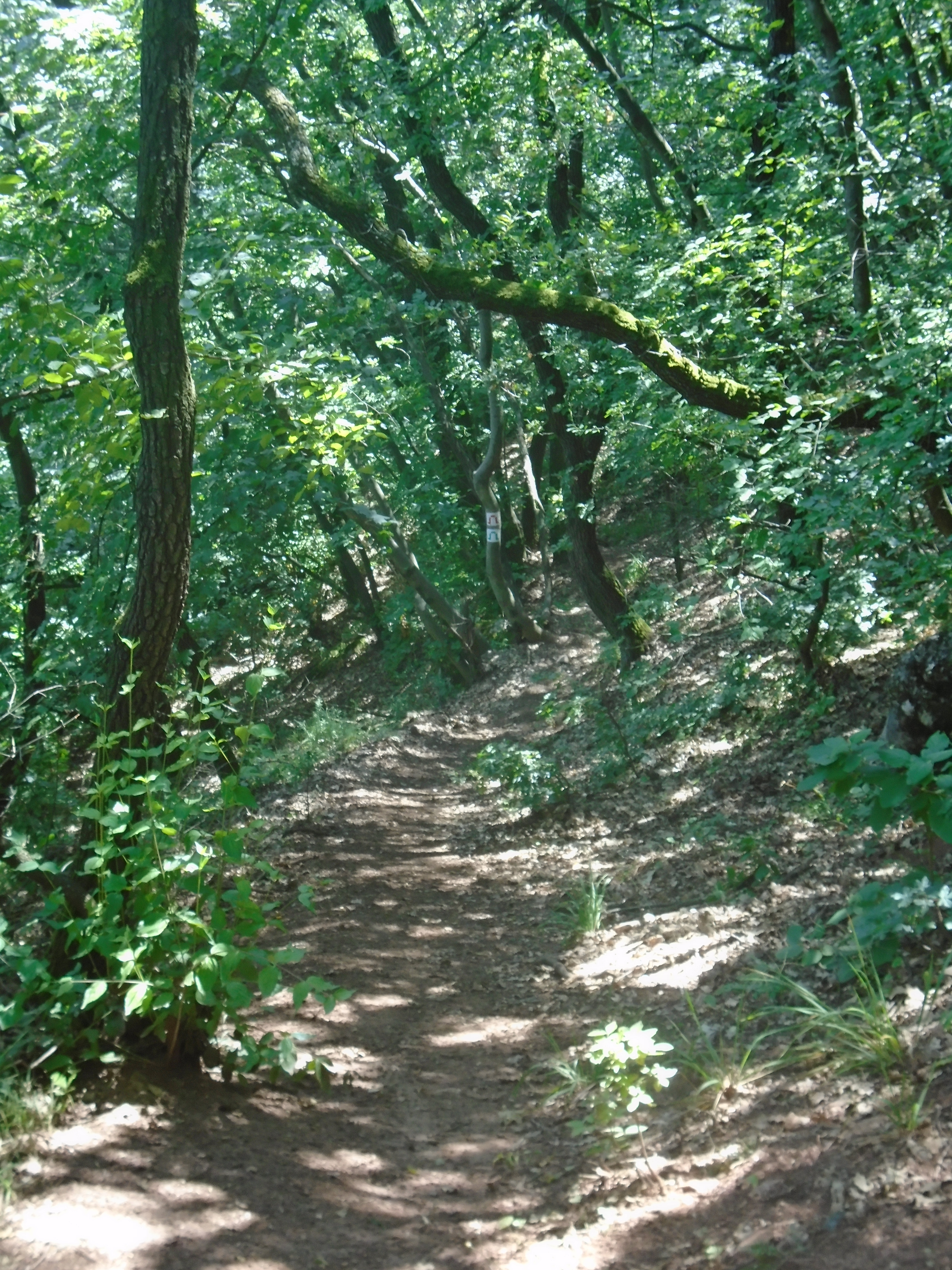
A Pilisszántói-kőfülkéhez vezető jelzett ösvény

Az 1948. évi Hidrológiai Közlönyben meg van említve, hogy a Dunántúli-középhegységben található magasan elhelyezkedő forrásbarlangi nyílások közül egyik a pilisszántói Kőfülke (220 m viszonylagos magasság). Ezek közül sokból ásatások szolgáltattak értékes korjelző őslénytani anyagot (pilisszántói barlang). A barlang kitöltése középső pleisztocén és felső pleisztocén kori. A Hosszú-hegy kiemelkedésével alábbszállt a Hosszú-hegyben a karsztvízszint és megszűnt a működése a Ziribári-, Hosszúhegyi-, Pilisszántói- és Szurdokvölgyi-barlangok forrássorozatának. A Pilis-csoport kiemelkedésének egyik állomása az volt, amikor a hasonló magasságban fekvő Pilisszántói-kőfülke, Leány-barlang és Legény-barlang voltak az erózióbázis szintjéhez közel és aktív forrásbarlangként működtek.
Ezek a barlangok túlságosan nagyok ahhoz, hogy a Pilis alján jelenleg fakadó források csekély vízhozamának megfelelő vízmennyiséggel magyarázzuk kialakulásukat. Elképzelhető, hogy a közönséges, hideg karsztvíz mellett hévizek vagy langyos vizek is okozhattak itt oldást átmenetileg. Ezeken a barlangokon kívül több kisebb, főleg már elpusztult forrásbarlang ismert a Pilisszántói-kőfülke környékén, valamint a Pilis hegy másik oldalán lévő Leány-barlang és Legény-barlang környékén. Ezen kívül sok helyen megvan a karsztvíz régi szivárgásának nyoma, ott, ahol szűkebb keresztmetszetű karsztvizes járatok sokasága nyílik a meredek sziklafalakon. Ezek a nyílások is pont a sziklafalak és a Pilisszántói-kőfülke, a Leány-barlang és a Legény-barlang környékén vannak. Ez a szintköteg, ahol a forrásbarlangok és régi vízkilépések találhatók, jelenleg 400–450 m tszf. magasságban és a legközelebbi völgyfenék felett 200–250 m-re van.

### 1953–1984
Az 1953. évi Földrajzi Értesítőben lévő, Láng Sándor által írt tanulmány szerint a terület egyik legjobban tanulmányozott barlangja a Pilisszántói kőfülke, amely Pilisszántó felett, a Pilis-tető D-re előreugró sziklabordájának dachsteini mészkövében helyezkedik el. Egyetlen nagy, nyitott sziklafülkéje kb. 10 m széles és magas. Alja nagyon feltöltődött sárgás, vörhenyes barlangi lösszel és vályoggal. 423 m tszf. és kb. 220 m relatív magasságban van. Kormos Tivadar ásatásai szerint a barlangi kitöltés legfelső része alluviális, alatta pedig leginkább a felső pleisztocén, ősembernyomos rétegek húzódnak (késői solutréen és magdalénien kultúrák nyomai). Mivel a feltöltődés a paleolitos és őslénytani leletek (fauna) alapján fiatal pleisztocén, ezért az üreg ennél régebben oldódott ki: az ópleisztocénben, de az is elképzelhető, hogy a pliocén végén.

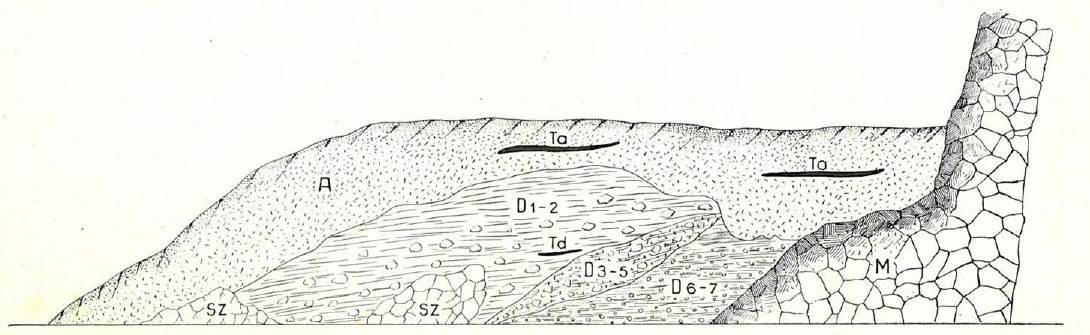
A Pilisszántói-kőfülke kitöltésének hossz-szelvénye Kormos Tivadar (1915) szerint

A barlang a keletkezésekor az erózióbázis szintjén helyezkedett el. A barlang napjainkban már nagyon pusztuló forrásbarlang. Kioldódása, valamint aktív forrásbarlangként működése óta jelentősen feljebb emelkedett a Pilis hegy, ezért ez a barlang is szárazzá vált. A barlangban nincs cseppkő és mésztufa. Az alatta fekvő meredek lejtőn hatalmas törmeléklejtő van. A Pilisszántói-kőfülke környékén található sziklafalakon látszanak a régi nagy karsztforrás-tevékenység nyomai. A Pilisszántói 2. sz. kőfülke alatt nagy törmeléklejtő húzódik, mely kiterjed a többi barlang alá is.
A Pilis-csoport forrásbarlangjai nagyon magasan húzódnak. Némelyik a legközelebbi erózióbázis szintje felett 200 m-rel magasabban van, pl. a Pilisszántói-kőfülke, a Leány-barlang, a Legény-barlang és a Csévi-barlang. A sziklafal aljától mérve ezek a barlangok a törtlejtő homorú része felett 50–100 m-es viszonylagos magasságban helyezkednek el. A publikációban lévő 6. ábrán, a Pilis hegy hosszmetszet térképén látható a Pilis hegyen lévő barlangok körülbelüli földrajzi elhelyezkedése. A rajzon megfigyelhető a Pilisszántói kis kőfülke földrajzi elhelyezkedése.
Az 1954. évi Földrajzi Értesítőben szó van arról, hogy a Pilis hegyen sok barlang található, pl. a Pilisszántói-kőfülke. Az 1955-ben kiadott, Pilis útikalauz című könyvben az olvasható, hogy a Pilisszántói-kőfülke Pilisszántó mellett, a Pilis hegy DK-i, hatalmas sziklabordájában, a sziklaborda oldalában nyílik. A barlang bejárata tág és ÉK felé néz. A barlang lerakódásaiban sok volt az apró csonttöredék. A csontok legnagyobb része kis termetű madaraké, emlősöké volt és ezeket ragadozó madarak vittek a kőfülkébe. Sok csonteszköz és pattintott kőszerszám támasztja alá az ősember jelenlétét. Növeli a barlangban végzett ásatások jelentőségét, hogy a Pilis hegység jégkorszak utáni viszonyait az itt talált leletek alapján lehetett rekonstruálni. Az 1958-ban megjelent, Patay Pál által írt könyvfejezet szerint a Pilisszántó határában található, fülkeszerű barlangból is előkerült egy rézkés (Magyar Nemzeti Múzeum 38/1931. leltári szám), ami a bodrogkeresztúri kultúra jellegzetes lelete, ezért elképzelhető, hogy a pilisszántói kőfülke is (akárcsak a Kaptárkői-barlang) a bodrogkeresztúri kultúra emberének lakóhelye volt.

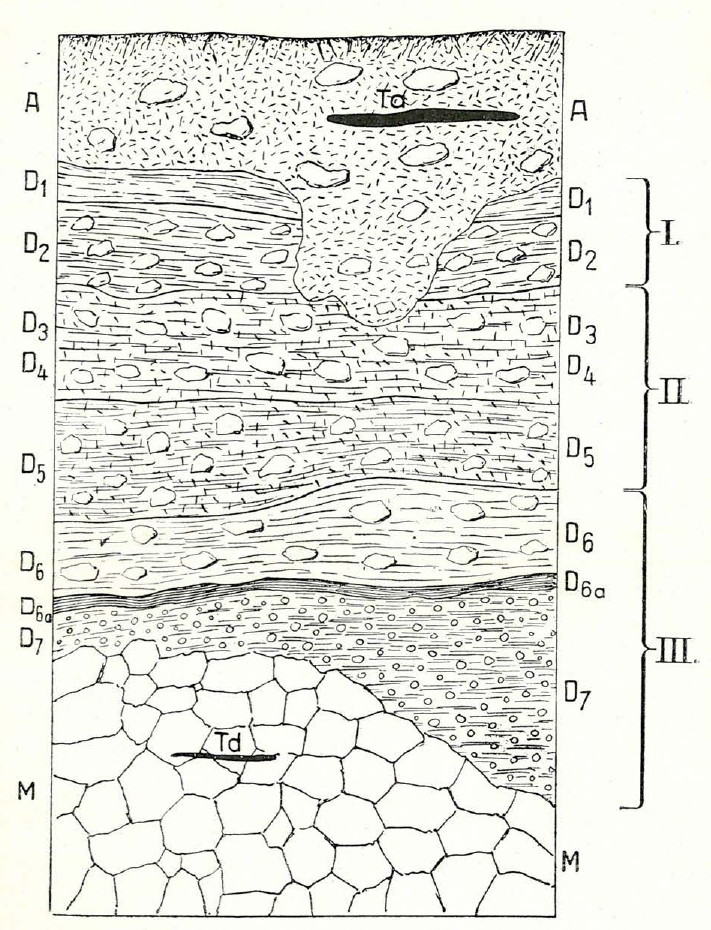
Pilisszántói-kőfülke, a barlangkitöltés mélyebb részének első keresztszelvénye (Kormos Tivadar, 1915)

Az 1960. évi Karszt- és Barlangkutatásban napvilágott látott tanulmányban az van írva, hogy az örvös lemming előfordulása a Tekeres-völgyben nem elszigetelt jelenség, mint a közép-franciaországi lelőhelyeken, mert a Budai-hegységben és a Gerecsében több barlangban, például (Pilisszántói kőfülke) is előfordult a faj. Az 1964-ben kiadott, Az országos kék-túra útvonala mentén című könyvben meg van említve, hogy a kőkorszaki ősember lakóhelye volt a Pilisszántói kőfülke. Az 1964. évi Karszt- és Barlangkutatási Tájékoztatóban szó van arról, hogy a borsodi Bükk hegység klasszikus barlangvidékén lévő barlangok ásatása után történt a Budapest környékén nyíló barlangok, sziklafülkék, pl. a Pilisszántói-kőfülke ásatása. Az 1966. évi Archaeologiai Értesítőben megjelent, Kalicz Nándor által írt tanulmányban meg van említve, hogy a Pilisszántói-kőfülkéből, amely Budapest környékén elhelyezkedő lelőhely, szintén előkerültek a ludanicei csoport telepleletei.
Az 1967-ben publikált Pilis útikalauzban az olvasható, hogy a Pilisszántói-kőfülke Pilisszántó határában, a Pilis hegy hatalmas, DK-i sziklabordájának oldalában, az egykori Orosdy-kastély felett, 423 m tszf. magasságban nyílik. Az ÉK-re tekintő, 10 m széles bejáratú, 9 m hosszú fülke dachsteini mészkőben alakult ki. A kőfülkében lévő, a jégkorszak óta felhalmozódott, több méter vastag kitöltés rétegeiben végzett ásatásokkal rendkívül gazdag őslénytani leletanyag került elő, melynek alapján a szakemberek rekonstruálták a hegység jégkorszaki állatvilágának képét, az éghajlat és azzal összefüggésben az élővilág változásait is. Az ásatások eredménye azt mutatja, hogy a barlangban lakott a jégkorszaki ősember is, jelenlétét tűzhelye, pattintott kőszerszámai és csonteszközei tanúsítják. Ezért ősrégészeti és őslénytani szempontból egyaránt nagy jelentőségű a kis kőfülke. Környékén, a függőleges sziklafal oldalában van még néhány kisebb üreg. Ezek között van a Pilisszántói 2. sz. kőfülke, amelynek a Pilisszántói-kőfülkétől 70 m-re van a bejárata.
Az 1970-ben megjelent, Bükk útikalauz című kiadványban meg van említve, hogy a gravetti kultúra a Pilisszántói-kőfülke leleteire emlékeztet. A Kalicz Nándor által írt, 1974-ben publikált tanulmányban szó van arról, hogy a balatoni csoport egyik lelőhelye a Pilisszántói-kőfülke (Pest megye), ahonnan a Vértes László által végzett ásatás során előkerült egy tűzdelt barázdás díszű korsótöredék is (balatoni csoport II. fázis) (Magyar Nemzeti Múzeum cserépleltár 1/1947.).
Az 1974-ben megjelent, Pilis útikalauz című könyvben, a Pilis hegység és a Visegrádi-hegység barlangjainak jegyzékében (19–20. old.) meg van említve, hogy a Pilis hegység és a Visegrádi-hegység barlangjai között vannak a Pilisszántói-kőfülkék. A Pilis hegység barlangjait leíró rész szerint Pilisszántó határában, a Pilis hegy hatalmas, DK-i sziklabordájának oldalában, az egykori Orosdy-kastély felett, 423 m tengerszint feletti magasságban van a Pilisszántói-kőfülke 10 m széles, ÉK-re néző bejárata. A dachsteini mészkőben létrejött barlang 9 m hosszú. A kőfülke több méter vastag kitöltéséből nagyon sok őslénytani lelet, majdnem 50 pleisztocén állatfaj sok ezer példányának csontmaradványa előkerült. A leletekből megállapíthatók az éghajlat változásai, az élővilág változásai és a hegység pleisztocén állatvilágának a képe.
A barlangban megtalálták gyapjas orrszarvú, mammut, barlangi medve, barlangi oroszlán, barlangi farkas, óriásgím, rénszarvas, zerge, kőszáli kecske, pézsmacickány, rozsomák, nyuszt, menyét, hermelin, örvöslemming és füttyentő nyúl maradványait. A kőfülkében a jégkorszak embere is lakott az ásatások tanúsága szerint. Az ősember jelenlétét tűzhelye, sok pattintott kőszerszáma és csonteszközei támasztják alá. Az itt talált sok, sajátosan megmunkált kőszerszám alapján a Pilisszántói-kőfülkében és több más barlangban felfedezett felső paleolit kőeszközkészítő ipar pilisszántói kultúrának lett elnevezve. A kis kőfülke tehát ősrégészeti és őslénytani szempontból egyaránt nagyon jelentős. A Pilisszántói-kőfülke közelében, a majdnem függőleges sziklafal oldalában van néhány kisebb üreg. Ezek közül a Pilisszántói-kőfülkétől 70 m-re található Pilisszántói 2. sz. kőfülke nevezetes.

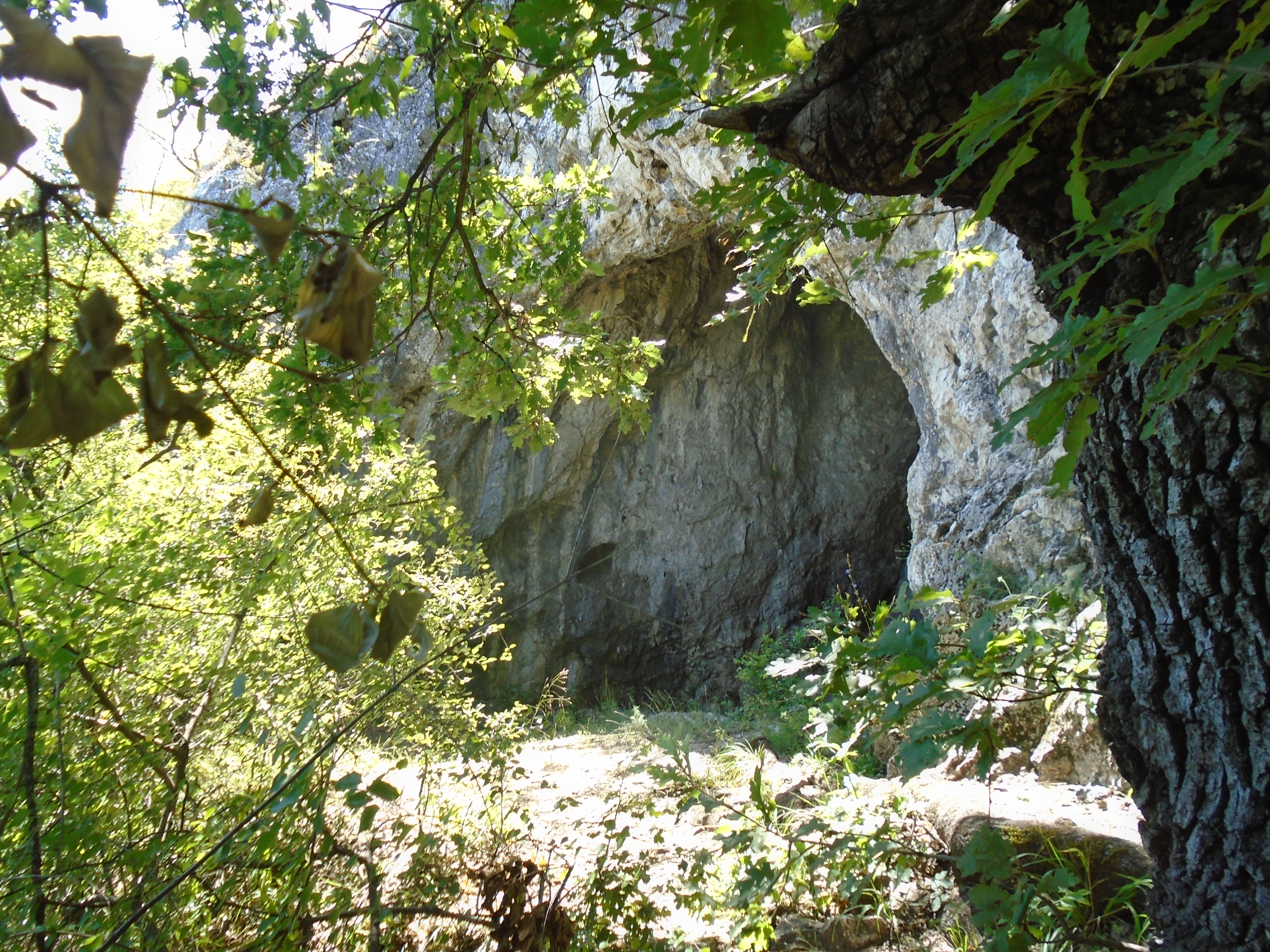
A Pilisszántói-kőfülke bejárata

A Bertalan Károly által írt és 1976-ban befejezett kéziratban az olvasható, hogy a Pilis hegységben, a Pilis-vonulatban, Pilisszántón elhelyezkedő Pilisszántói kőfülke további nevei Orosdy kőfülke és Szántói kőfülke. Pilisszántó felett, a Pilis hegy DK-i sziklabarázdájának ÉK-i oldalában, 423 m tengerszint feletti magasságban nyílik. Bejárata 10 m széles és ÉK-re néz. A dachsteini mészkőben keletkezett kőfülke 8,8 m hosszú és 10,5 m széles. Kitöltésének nagyobbik része a barlang fenekéig ki van ásva. Az ismertetés 2 publikáció alapján lett írva. 1976-ban vált országos jelentőségű barlanggá a 4800-as (Pilis hegység) barlangkataszteri területen lévő, pilisszántói Pilisszántói-kőfölke. Az 1976-ban összeállított, országos jelentőségű barlangok listájában lévő barlangnevek pontosítása után, 1977. május 30-án összeállított, országos jelentőségű barlangok listáján rajta van a Pilis hegységben, Pilisszántón található barlang Pilisszántói-kőfülke néven.
A Bertalan Károly és Schőnviszky László által összeállított, 1976-ban megjelent Magyar barlangtani bibliográfia barlangnévmutatójában meg van említve a Pilis hegységben lévő barlang Pilisszántói-kőfülke néven. A barlangnévmutatóban fel van sorolva 39 irodalmi mű, amelyek foglalkoznak a barlanggal. Az 1977. évi Karszt és Barlangban lévő, Gábori Miklós által írt összefoglalásban közölve lett, hogy a Dunántúlon elhelyezkedő lelőhelyek közül a Pilisszántói I. kőfülke új hitelesítő ásatása is megtörtént. Az ásatás miatt megváltozott a magdalenien kérdése és meghatározása. A tanulmányban van egy Magyarország térkép, amelyen a Magyarországon lévő, régészetileg kutatott barlangok földrajzi elhelyezkedése figyelhető meg. A térképen látható a Dunántúl lelőhelyei közé sorolt Pilisszántói I. kőfülke földrajzi elhelyezkedése. A folyóirat 1977. évi különszámába bekerült az összefoglalás angol nyelvű változata. Ebben a tanulmányban is közölve lett a térkép, amelyen Pilisszántó Rock Shelter No. 1 a barlang neve.

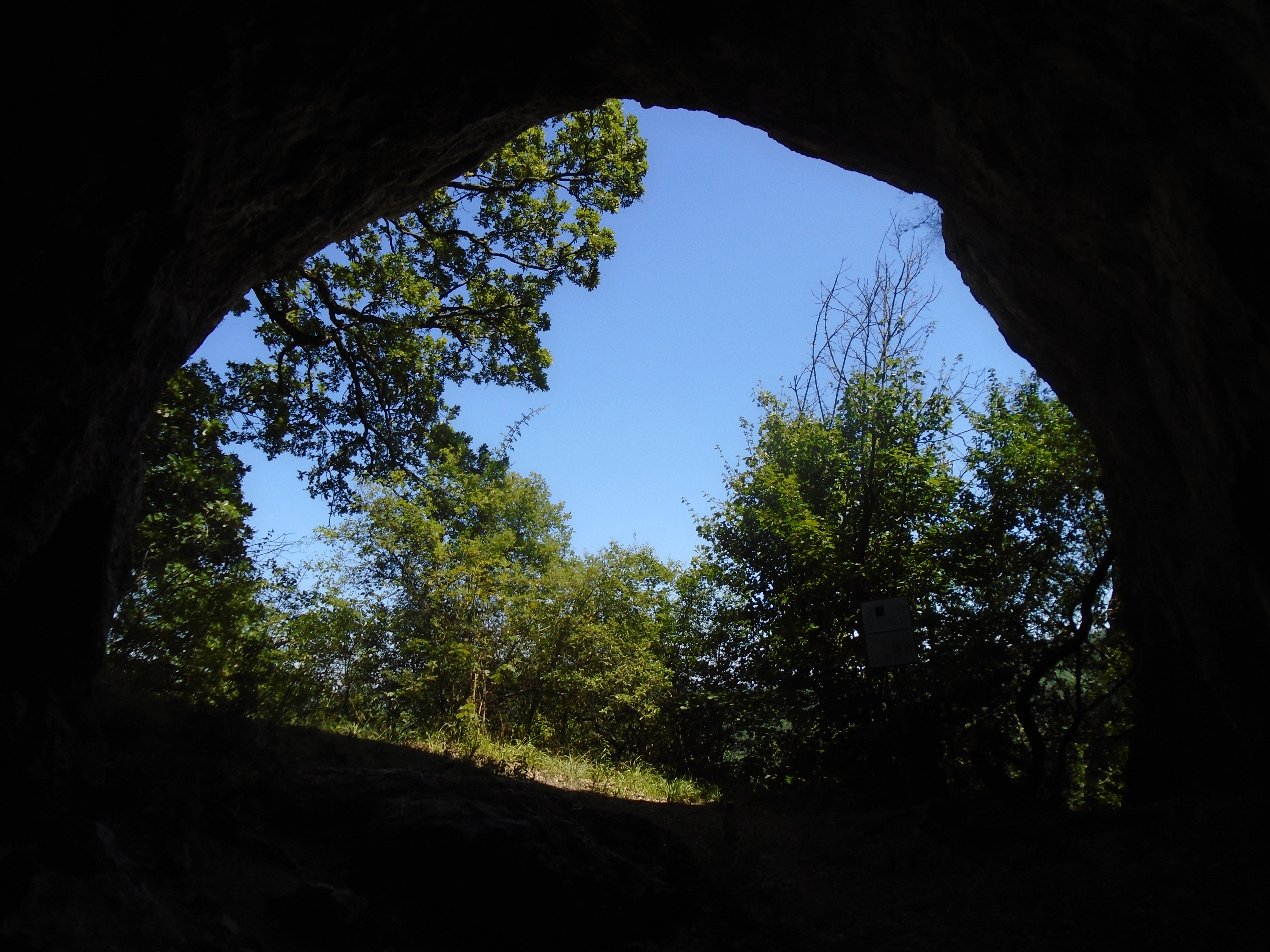
Kilátás a Pilisszántói-kőfülkéből

Az 1980. évi Karszt és Barlang 1. félévi számában publikálva lett, hogy a kiemelt jelentőségű Pilisszántói-kőfülke a 4800-as barlangkataszteri területen (Pilis hegység) helyezkedik el. A barlangnak 4840/3. a barlangkataszteri száma. Az MKBT Dokumentációs Bizottsága a helyszínen el fogja helyezni, a többi kiemelt jelentőségű barlanghoz hasonlóan, a barlang fémlapba ütött barlangkataszteri számát. A barlangkataszteri szám beütéséhez alapul szolgáló fémlap ugyanolyan lesz mint a többi kiemelt jelentőségű barlang fémlapja.
1982. július 1-től az Országos Környezet- és Természetvédelmi Hivatal elnökének 1/1982. (III. 15.) OKTH számú rendelkezése (1. §. és 3. §., illetve 5. sz. melléklet) értelmében a Pilis hegységben lévő Pilisszántói-kőfülke fokozottan védett barlang. Fokozottan védett barlang őslénytani és régészeti leletei alapján lett. Az 1982. szeptember–októberi MKBT Műsorfüzetben meg van említve, hogy a Pilis hegységben található Pilisszántói-kőfülke fokozottan védett barlang. A felsorolásban a barlangnevek az MKBT által jóváhagyott és használt helyesírás szerint, javított formában lettek közölve. Az 1983. évi Karszt és Barlangban van egy olyan ábra, amelyen a Pilis hegység Pilis hegytől Dunáig terjedő részének hossz-szelvénye látható. A rajzon megfigyelhető a terület jelentős barlangjainak földrajzi elhelyezkedése és az, hogy a barlangok mekkora tszf. magasságban helyezkednek el. Az ábrán szerepel a 423 m tszf. magasságban elhelyezkedő Pilisszántói-kőfülke. A barlang 10 m hosszú és 9 m mély.

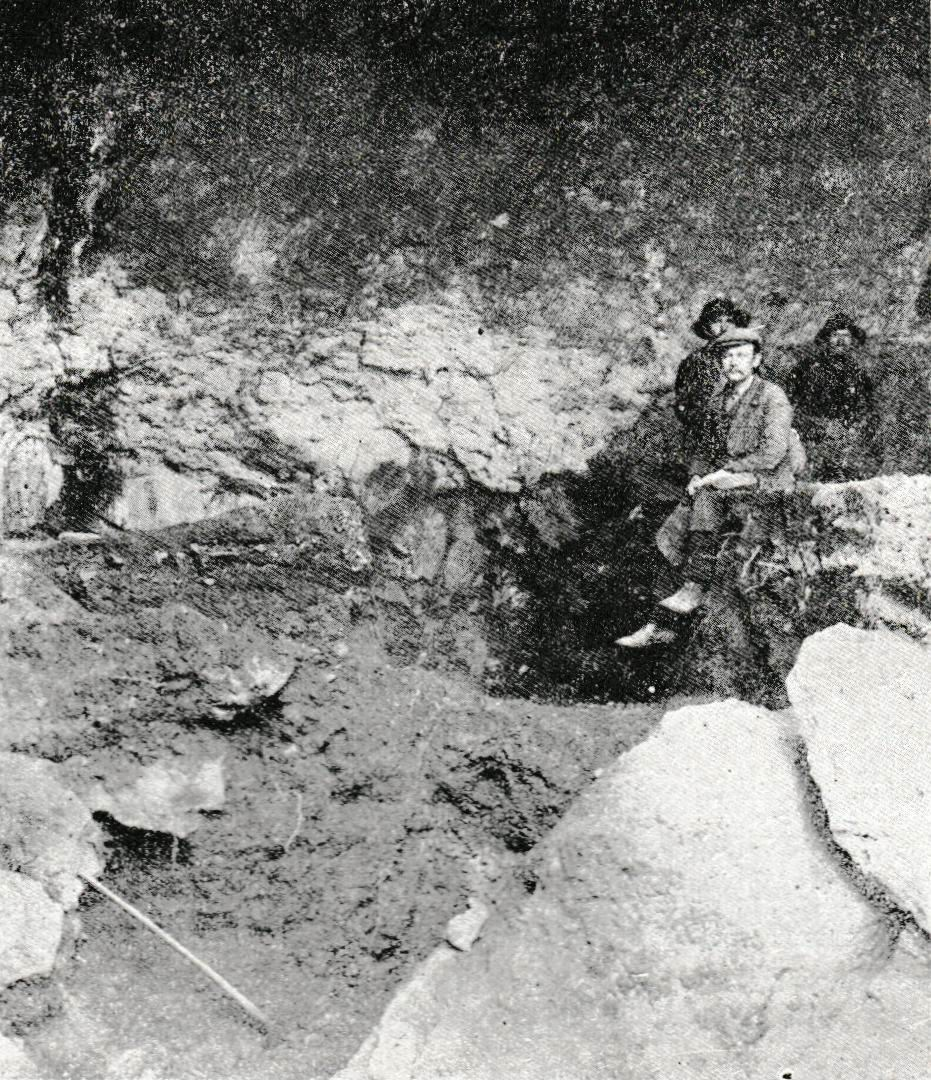
Kormos Tivadar fényképe a Pilisszántói-kőfülke belső részéről az ásatások kezdetén

Az 1984-ben kiadott, Magyarország barlangjai című kiadványnak a magyarországi őslénytani és régészeti ásatásokat áttekintő részében szó van arról, hogy Hillebrand Jenő és Kormos Tivadar 1909-től bekapcsolódtak a magyarországi barlangok ásatásába, és néhány év alatt Magyarország majdnem mindegyik nagy barlangi lelőhelyén, pl. a Pilisszántói-kőfülkében is ásatást végeztek. A könyv országos barlanglistájában szerepel a Pilis hegység barlangjai között a barlang Pilisszántói-kőfülke néven Orsody kőfülke és Szántói kőfülke névváltozatokkal. A listához kapcsolódóan látható a Dunazug-hegység barlangjainak földrajzi elhelyezkedését bemutató 1:500 000-es méretarányú térképen a barlang földrajzi elhelyezkedése. A kiadványban van egy Magyarország térkép, amelyen a Magyarországon lévő, régészetileg kutatott jelentősebb barlangok földrajzi elhelyezkedése figyelhető meg. A térképen látható a Pilisszántói-kőfülke földrajzi elhelyezkedése. A könyv szerint a gravetti kultúra Magyarországon elhelyezkedő legfontosabb lelőhelye a Pilisszántói-kőfülke. A kiadványnak a magyarországi őslénytani és régészeti ásatásokat áttekintő részében szó van arról, hogy 1909-től néhány év alatt Magyarországon majdnem mindegyik nagy barlangi lelőhelyen, pl. a Pilisszántói-kőfülkében is ásatás történt.

### 1986-tól
Az 1986-ban napvilágot látott, Pest megye régészeti topográfiája című kiadványban szó van arról, hogy a Pilisszántói kőfülke (I. sz. kőfülke, Orosdy-kőfülke) bejárata Pilisszántó belterületétől ÉNy-ra, a Pilis hegy DK-i lábánál fekvő sziklatarajban, 423 m tengerszint feletti magasságban található. A barlang a 17/5. sz. lelőhely (barlang, paleolitikum, rézkor, kora vaskor, középkor). A kőfülke 8,8 m hosszú és 9,05 m széles. Kadić Ottokár 1912-ben a barlangban végzett próbaásatása néhány napig tartott. Kormos Tivadar 1914–1915-ben majdnem az egész kőfülkét feltárta. Kormos Tivadar a humusz alatt felfedezett 7 olyan réteget, amelyek jégkoriak. A 7 réteg majdnem 2,5 m vastag volt. Ebben a kitöltésben a régészeti leletanyag (Magyar Nemzeti Múzeum Pb/574–576, 627–657, 883; 51/169.1–5) egyenletesen eloszolva helyezkedett el. Vértes László gyűjtött a kőfülkében néhány szórvány kőeszközt, amelyek 1949-ben kerültek a MNM-ba (MNM Pb 51/116). 1951-ben Gábori Miklós és Jánossy Dénes felásatták a megmaradt kis területet (MNM Pb 51/117–140).

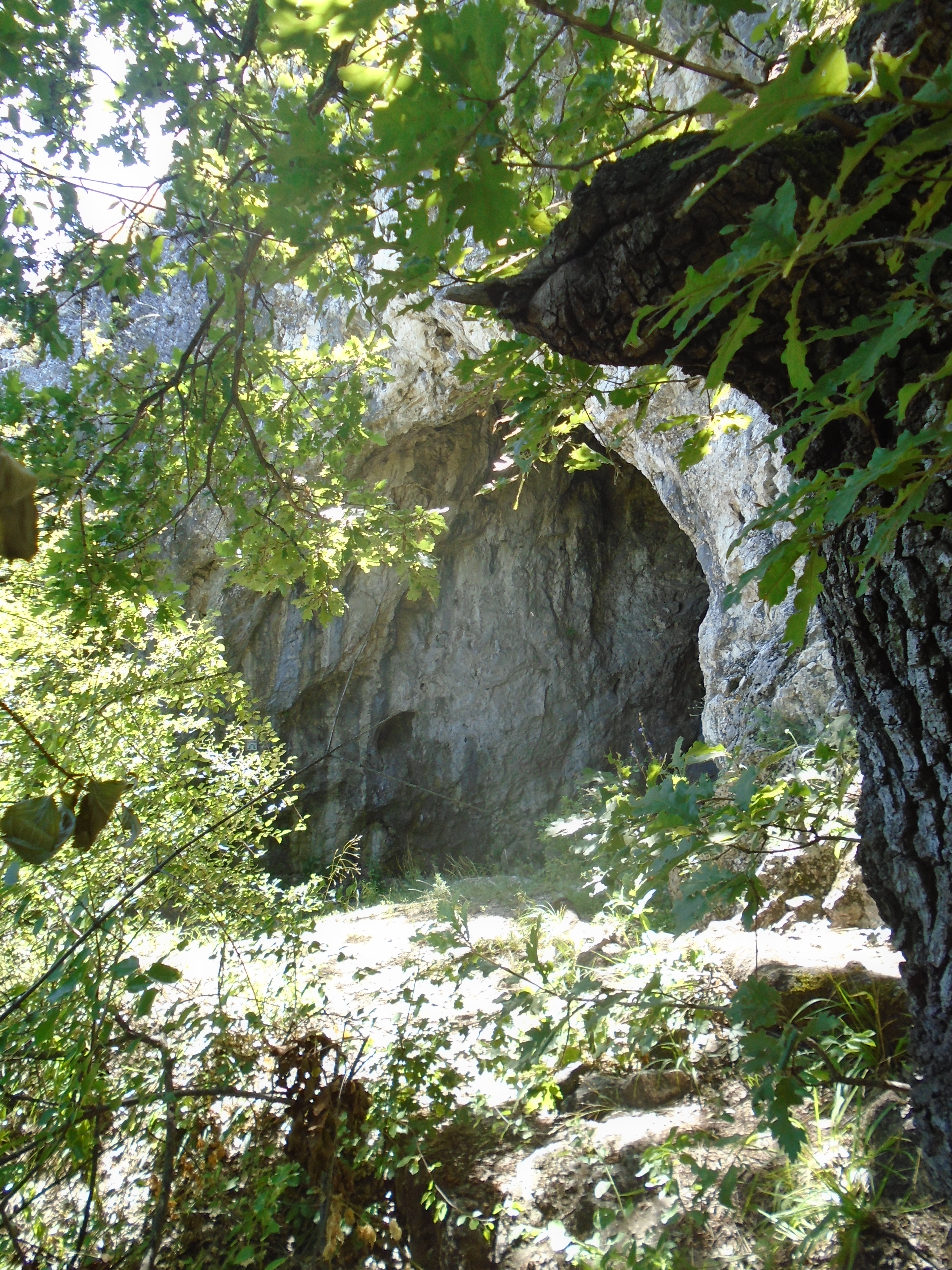
A Pilisszántói-kőfülke bejárata

A két ásatással 61 db kőeszköz és néhány csonttárgy (egy mammutagyarból faragott, piskóta alakú kis idol, egy tarándujjperc síp és egy csonthegy töredéke) látott napvilágot. Kormos Tivadar és Gábori Miklós a Pilisszántói-kőfülkét a tarándszarvasvadászok alkalmi vadásztanyájának gondolják a gyártási hulladék, valamint az állatcsontanyagban a hosszúcsontok hiánya miatt. Vértes László szerint inkább állandó lakóbarlang. A fülke kőiparát, amelyben csak két típus: a tompított hátú penge és a szintén mikrolitikus mikrogravette hegy találhatók meg, korábban magdaléninek lett meghatározva. Az újabb kutatás mikrogravettes csoport vagy barlangi gravetti, valamint pilisszántói csoport néven tárgyalja. Vértes László a kőfülke iparának és a vele azonos dunántúli leleteknek a jelölésére javasolja a pilisszántói kultúra nevet. A tudósok abban egyetértenek, hogy már a Würm 2 periódus elején megjelent ez a mikrolitikus ipar, majd áthúzódott a posztglaciális időszakra is.

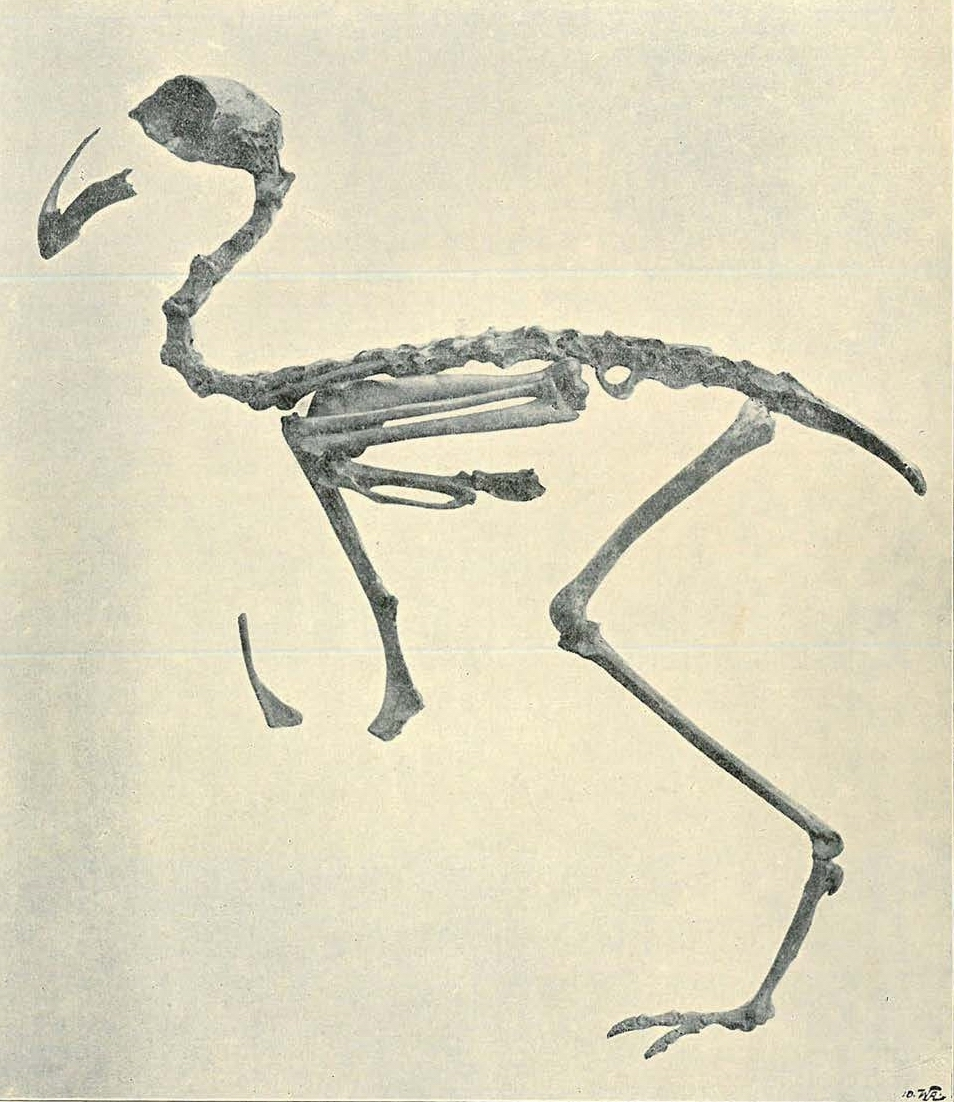
Sarki hófajd rekonstrukciója, amely a Pilisszántói-kőfülkéből előkerült maradványokból lett összeállítva

Kormos Tivadar a legfelső, szürkésbarna és 50 cm vastag humuszrétegből nyíló, hamus beásást figyelt meg, amely 1 m mély volt. A beásásban tűzhelynyomokat, cserepeket és állatcsontokat talált. Magában a rétegben bronzkori cserépedény-töredékek, egy alaktalan, két végén kihegyezett rézlemezke, tűzhelynyomok, feltört és égett állatcsontok voltak. Patay Pál szerint az alaktalan rézlemezke egy hosszúkás rombusz alakú rézkés, amely a bodrogkeresztúri kultúrához tartozik (MNM RŐ 38/1931). Valószínűleg Kormos Tivadar ásatásából származik egy kora vaskori, körte alakú orsógomb, amely az MNM-be a Fleissig-gyűjteményből került (MNM RŐ 7/1950.45). Kormos Tivadar említi, hogy a legfelső rétegben középkori cserepek voltak, de ezeket és a bronzkori cserepeket minden bizonnyal nem szállították be a múzeumba. Állítólag a pilisszántói kőfülkéből származik az a két agancseszköz, amelyeket a Dorogi Szénmedence Tájmúzeuma őriz (DTM 56.273.1). A Pilisszántói-kőfülkétől 70 m-re, alacsonyabban fekszik a Pilisszántói 2. sz. kőfülke. A kiadványban van egy Pilisszántó térkép, amelyen megfigyelhető a Pilisszántói-kőfülke földrajzi elhelyezkedése. A térképen 5-ös számmal van jelölve a lelőhely.
1987-ben jelent meg nyomtatásban T. Dobosi Viola és Vörös István régészeti revíziója a kőfülkéről. Az 1989. évi Karszt és Barlangban lévő tanulmány szerint az aurignaciennél idősebb moustérien és a fiatalabb magdalénien emlékei először a Dunántúli-középhegységből, amely eleinte a Bükk őskőkorszaki kultúráinál színesebbnek bizonyult, pl. a Pilisszántói-kőfülkéből lettek kimutatva. Gábori Miklós a régi szerzőkkel szemben a kőfülke revideáló ásatása után a lelőhely leletanyagának keleti eredetét hangsúlyozta. A publikációban van egy térkép, amelyen a régészeti leletek miatt ismert jelentősebb magyarországi barlangok földrajzi elhelyezkedése figyelhető meg. A térképen látható a Pilisszántói 1. sz. kőfülke földrajzi elhelyezkedése. A folyóirat 1989. évi különszámában napvilágot látott a tanulmány angol nyelvű változata. Ebben a tanulmányban is közölve lett a térkép, amelyen Pilisszántó Rock Shelter No. 1. a barlang neve.
1990-ben Kárpát József térképezte fel a barlangot. Az 1991-ben megjelent útikalauzban meg van ismételve az 1974-es útikalauzban lévő, Pilisszántói-kőfülkét ismertető rész, azzal a különbséggel, hogy kb. 150 jégkori állatfaj került elő a barlangból az ásatások során. A barlangban talált sok, sajátosan megmunkált kőszerszám alapján a Pilisszántói-kőfülkében és több más, közeli barlangban felfedezett felső paleolit kőeszközkészítő ipar pilisszántói kultúrának lett elnevezve. A Kárpát József által 1991-ben írt kéziratban meg van említve, hogy a fokozottan védett Pilisszántói-kőfülke (Pilisszántó) 15 m hosszú és 12 m mély. Az 1991. évi Földrajzi Közleményekben publikált és Hevesi Attila által írt tanulmányban szó van arról, hogy mivel a Pilis hegység sasbércvonulatai magasra emelkednek környezetükhöz viszonyítva, ezért tetőik közelében, homlokfalaikon sok régi forrásbarlang (pl. a Pilisszántói-kőfülke), hátaikon pedig néhány zsomboly található.

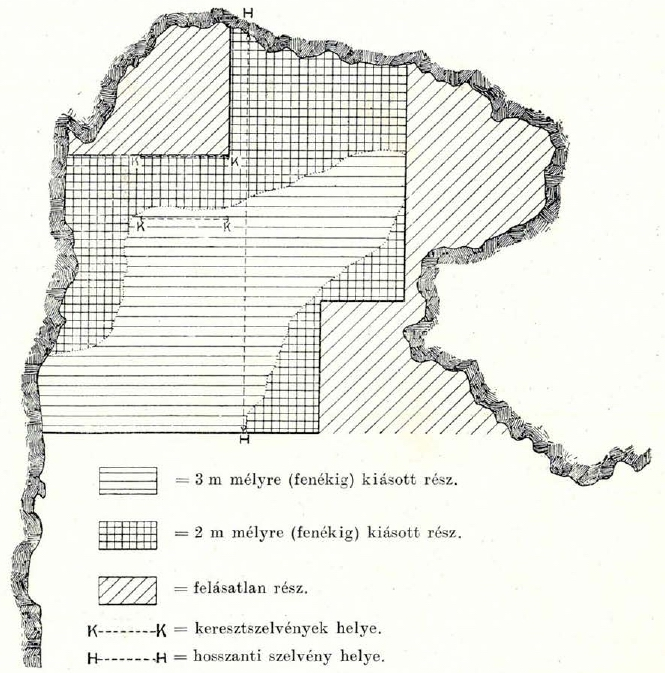
A Pilisszántói-kőfülke 1915-ben publikált alaprajz térképe

Az 1996. évi barlangnap túrakalauzában az van írva, hogy a Pilisszántói-kőfülke Pilisszántó határában, a Pilis hegy hatalmas, DK-i sziklabordájának oldalában, az egykori Orosdy-kastély felett, 423 m tszf. magasságban nyílik. Az ÉK-re tekintő, 10 m széles, 9 m hosszú barlangban lévő, jégkorszak óta felhalmozódott, több méter vastag üledékrétegben végzett ásatásokkal rendkívül gazdag őslénytani leletanyag került elő. Az ásatások eredménye azt mutatja, hogy a barlangban lakott a jégkorszaki ősember is, jelenlétét tűzhelye, pattintott kőszerszámai és csonteszközei tanúsítják (pilisszántói kultúra). A Pilisszántói-kőfülke környékén, a függőleges sziklafal oldalában van még néhány kisebb üreg. Ezek között van a Pilisszántói 2. sz. kőfülke, amelynek a Pilisszántói-kőfülkétől 70 m-re van a bejárata.
1997. május 19-én Kraus Sándor rajzolt helyszínrajzot, amelyen a pilisszántói sziklafal üregeinek földrajzi elhelyezkedése van ábrázolva. A rajzon látható az 1-es számmal jelölt Pilisszántói-kőfülke földrajzi elhelyezkedése. Kraus Sándor 1997. évi beszámolójában az olvasható, hogy az 1997 előtt is ismert és fokozottan védett Pilisszántói-kőfülke további nevei Orosdy-kőfülke és Szántói-kőfülke. A barlangnak volt már térképe 1997 előtt. Jelentős és veszélyeztetett barlang. A jelentésbe bekerült az 1997-es helyszínrajz. 2001. május 17-től a környezetvédelmi miniszter 13/2001. (V. 9.) KöM rendeletének értelmében a Pilis hegység területén lévő Pilisszántói-kőfülke fokozottan védett barlang. Egyidejűleg a fokozottan védett barlangok körének megállapításáról szóló 1/1982. (III. 15.) OKTH rendelkezés hatályát veszti.
A 2003-ban kiadott, Magyarország fokozottan védett barlangjai című könyv szerint a 4840/3 barlangkataszteri számú Pilisszántói-kőfülke (Orosdy-kőfülke, I. sz. kőfülke, Szántói-kőfülke) a Pilis hegységben, a Pilisi-hegyekben, a Pest megyében lévő Pilisszántón helyezkedik el. 436 m tengerszint feletti magasságban fekszik a 8,8 m hosszú barlang bejárata. A Pilis hegy sziklás DK-i letörésében, egymáshoz közel van két kőfülke. A vastagpados, nagytömegű felső triász dachsteini mészkőből álló Pilis hegy kiemelkedése után inaktívvá vált forrásszájak a környéken vadászó embereknek kitűnő búvóhelyeik voltak a jégkorszaktól. Az 1. számú, Orosdy-kőfülkének is nevezett (az Orosdy Fülöp által épített közeli kastély miatt) Pilisszántói-kőfülke hatalmas bejárata mögött szerény méretű üreg található, melynek formakincsére legfeljebb az oldott falfelületek jellemzők.
1912-ben először Kadić Ottokár végzett próbaásatást a régészeti leletei miatt napjainkban nevezetes barlangban. A próbaásatás eredményeit látva Kormos Tivadar 1914–1915-ben kiásta az üreg kitöltését teljes szelvényében. A feltárt rétegekben jégkorszaki tűzhelynyomokat, égetett és feltört állatcsontokat, bronzkori cseréptöredékeket és egy kora vaskori orsógombot fedezett fel. A 2,5 m vastag kitöltésnek hét, jégkorszaki rétegét különítette el a jégkorszak utolsó időszakától (würm) a jégkorszakot követő időszakig. Az ásatás eredményeit összegző monográfiában Kormos Tivadar és Lambrecht Kálmán (1915) a régészeti leletanyag mellett 60 emlős-, 83 madár-, 2 béka- és 3 csigafaj leírását publikálták. 1951-ben Gábori Miklós és Jánossy Dénes egy érintetlenül maradt kis rész feltárásával 61-re növelték az innen előkerült kőeszközök (pattintott dárdahegyek és bőrök tisztításához használt kaparópengék), illetve csonttárgyak (mamutagyarból faragott, piskóta alakú idol, egy csonthegytöredék taránd ujjpercsíp) számát.
Kormos Tivadar és Gábori Miklós a leletanyag alapján megállapították, hogy a barlang tarándszarvas vadászok ideiglenes vadásztanyája volt. Vértes László szerint nemcsak vadásztanyaként, hanem lakóbarlangként is szolgált. A több mint 1400 taránd csontmaradvány alapján valószínű, hogy a szabadban darabolták fel az elejtett állatokat és csak néhány részüket vitték be a barlangba. Pilisszántói-kultúrának nevezte el a barlang kőiparát Vértes László és javasolta a kifejezés kiterjesztését a Dunántúlon található többi hasonló kultúrára is. A kormeghatározási vita résztvevői egyetértettek abban, hogy a würm időszak második fázisa elején megjelent ez a kultúra, majd a jégkorszak utáni időszakra áthúzódott.
A Magyar Nemzeti Múzeumban található a barlangból előkerült leletek nagyobbik része, pár pedig az esztergomi Balassa Bálint Múzeumban lett elhelyezve. A barlang Pilisszántóról és Pilisszentkeresztről is könnyen elérhető. A barlangbejárathoz a Pilis hegyen végighaladó zöld sáv jelzésű turistaút legdélebbi pontjának érintése után ösvényen lehet eljutni. Világítóeszköz használata nélkül is megtekinthető a barlang, amely 1982-től fokozottan védett. A bejárat elől lenyűgöző kilátás tárul a Hosszú-hegy–Kevélyek vonulatára és a Piliscsabai-medencére. A Pilisszántói-kőfülkétől kb. 70 m-re ÉK-re helyezkedik el a Pilisszántói 2. sz. kőfülke. A kiadványban látható a Pilisszántói-kőfülke Kárpát József által 1990-ben készített alaprajz térképének színes változata. A Pilisszántói-kőfülkéről szóló könyvfejezet 5 irodalmi mű alapján lett írva.
A 2005-ben napvilágot látott, Magyar hegyisport és turista enciklopédia című kiadványban önálló szócikke van a barlangnak. A szócikk szerint a Pilisszántói-kőfülke a Pilis hegységben található és fokozottan védett természeti érték. Pilisszántó határában, az egykori Orosdy-kastély felett, 436 m tszf. magasságban van a bejárata. Alig 9 m hosszú a triász mészkőben keletkezett, egyetlen nagy teremből álló üreg. Vastag kitöltéséből a jégkor emberének tűzhelye és eszközei, valamint gazdag jégkorszaki őslénytani leletanyag került elő. Pilisszántói kultúrának lett elnevezve a barlangban, valamint a környék barlangjaiban feltárt őskőkorszaki kőeszközkészítő ipar. 1969. szeptember 14-én Iván Béla több társával együtt mászóiskolai karbantartó munkákat végzett a Pilisszántói-kőfülkénél, amikor egy lezuhanó kőtömb megölte Iván Bélát. A baleset helyén egyesülete, a Budapesti Vörös Meteor Természetbarát Sport Kör Téry Ödön hegymászó csoportja emléktáblát helyezett el.
2005. szeptember 1-től a környezetvédelmi és vízügyi miniszter 23/2005. (VIII. 31.) KvVM rendelete szerint a Pilis hegységben lévő Pilisszántói-kőfülke fokozottan védett barlang. A 2013-ban publikált és Varga Gábor által írt tanulmányban a Pest megyében lévő Pilisszántón elhelyezkedő, 11165 lelőhely-azonosítójú és 4840-3 barlangkataszteri számú Pilisszántói-kőfülke a teljesen feltárt és elpusztult barlangi régészeti lelőhelyek közé van sorolva. Az összeállításhoz mellékelve lett egy olyan színes fénykép, amelyen a barlang bejárata látható. A fényképet Egri Csaba készítette. 2015. november 3-tól a földművelésügyi miniszter 66/2015. (X. 26.) FM rendelete szerint a Pilisszántói-kőfülke (Pilis hegység) fokozottan védett barlang.

## További irodalom
- Benda László: Magyarország történeti geologiája. Szombathely, 1932. 141., 178–187. old.
- Benda László: Ősidők, ősemberek. Képek a magyarföldi ősemberek életéből. Budapest, 1934.
- Gábori Miklós: A késői paleolitikum Magyarországon. Budapest, 1964. (Régészeti Tanulmányok 3.) 61–64. old.
- Gábori Miklós: Az ötvenezer éves ember. In: Szombathy Viktor szerk.: A magyar régészet regénye. Budapest, 1970. (2. kiad.) 9–39. old.
- Gáboriné Csánk Vera: A Remete Felső-barlang és a „dunántúli szeletien”. Budapest Régiségei, 1984. 26. sz. 5–32. old.
- Hillebrand Jenő: Der Stand der Erforschung der älteren Steinzeit in Ungarn. Bericht der Römisch-Germanischen Kommission, 1934/1935. (24/25.) 16–26., 115–116. old. Berlin, 1935. (2 ábrával és 6 táblával.)
- Kadić Ottokár: A jégkor embere Magyarországon. Az összes magyarországi leletek összefoglaló ismertetése. Der Mensch zur Eiszeit in Ungarn. Zusammenfassende darstellung sämtlicher funde des eiszeitlichen menschen in Ungarn. A Magyar Királyi Földtani Intézet Évkönyve, 1934. (30. köt.) 1. füz. 1–24. oldal
- Kadić Ottokár: Der Mensch zur Eiszeit in Ungarn. Zusammenfassende darstellung sämtlicher funde des eiszeitlichen menschen in Ungarn. Mitteilungen aus dem Jahrbuch der kgl. ung. geologischen Reichsanstalt, 1934. (30. köt.) 90–93. old.
- Kadić Ottokár – Kormos Tivadar: Eiszeit und eiszeitliche Kulturen im heutigen Ungarn. Report of the XVI. International Geological Congress, U.S.A. 1933. Vol. 2. 1203–1208. old. Washington, 1936. Különlenyomata: 1935. 1–6. old.
- Kerekes József: A budakörnyéki hévvizes barlangokról. Földrajzi Zsebkönyv, 1944. (6. évf.) 21–33. old.
- Kormos Tivadar – Lambrecht Kálmán: Die Felsnische Pilisszántó. Beiträge zur Geologie, Archäologie und Fauna der Postglazialzeit. Mitteilungen aus dem Jahrbuch der kgl. ung. geologischen Reichsanstalt, 1916. (23. köt.) 331–524. oldalak és hat tábla
- Kormos Tivadar: A rénszarvas. A Földgömb, 1933. január. (4. évf. 1. sz.) 16., 16–17. old.
- Kretzoi Miklós: Quaternary Geology and the Vertebrate Faunas. Acta Geologica, 1954. (2.) 66. old.
- Kretzoi Miklós – Vértes László: The Role of Vertebrate Faunae and Paleolithic Industries of Hungary in Quaternary Stratigraphy and Chronology. Acta Geologica, 1965. (9.) 139. old.
- Lambrecht Kálmán: Ősvilágok élete. Az ősember. Budapest, Dante, 1931. (3. kiadás)
- Lambrecht Kálmán: Herman Ottó élete. Budapest, 1933.
- Mottl Mária: Az interglaciálisok és interstadiálisok a magyarországi emlősfauna tükrében. (Hozzászólásokkal.) Beszámoló a Magyar Királyi Földtani Intézet vitaüléseinek munkálatairól, 1941. (3. évf.) 1. füz. 3–42. old.
- Mottl Mária: Jégkorszakkutatás hazánkban. Földtani Értesítő U. F. 1940. évi évfolyam (5.) 102–105. old. (Budapest, 1941.)
- Szücs Gyula: Pilisszentkereszt és környéke. Budapest, 1913. 40. old.
- Péchy-Horváth Rezső: Természetvédelmi területek Magyarországon. Pesti Hírlap, 1944. szeptember 12.
- Thirring Gusztáv szerk.: A Pilis-Visegrádi hegység részletes kalauza. Budapest, 1929. 66. old.
- Vértes László: L'abri II. de Pilisszántó. Annales Historico-Naturales Musei Nationalis Hungarici (A Magyar Természettudományi Múzeum Évkönyve), 1951. (1. köt.) 223–231. old.
- Vértes László: Les conditions de l'interstadial Würmien I/II hongrois elucidées par l'examen des remplissages de grottes. Acta Geologica, 1955. (3.) 393. oldal, 1–2. kép
- Vértes László: Élet az örök sötétség birodalmában. Népszava, 1955. július 10. (83. évf. 161. sz.) 6. old.
- –: Negyven új barlangot fedeztek fel Erdélyben tavaly. Új Nemzedék, 1942. március 2. 7. old.